# Pays d’Armagnac
Pour les articles homonymes, voir Armagnac.
Le Pays d’Armagnac désigne un Pôle d'équilibre territorial et rural et anciennement un pays, au sens aménagement du territoire.

## Histoire
Le pays d'Armagnac est hérité de l'ancien comté d'Armagnac du Royaume de France.

## Localisation
Le Pays d’Armagnac est situé au sud-ouest du département du Gers.

## Description
- Date de reconnaissance :juillet 2001
- Surface : 1 700 km²
- Population : 42 700 habitants
- Villes principales : Cazaubon, Condom, Éauze, Vic-Fezensac, Nogaro, Montréal, Valence-sur-Baïse, Le Houga.

## Communes membres
Il regroupe 4 communautés de communes et des communes isolées pour un total de 105 communes :
- la communauté de communes de la Ténarèze ;
- la communauté de communes d'Artagnan en Fézensac ;
- la communauté de communes du Bas-Armagnac  et
- la communauté de communes du Grand-Armagnac.